# Corriol cap-roig
El corriol cap-roig (Anarhynchus ruficapillus) és una espècie d'ocell de la família dels caràdrids (Charadriidae) que habita aiguamolls, platges i vores de llacs a la costa d'Austràlia, Tasmània i illes adjacents.